# مارکسیسم تحلیلی
مارکسیسم تحلیلی رویکردی به نظریه مارکسیسم است که در طول دهه ۱۹۸۰ در میان فلاسفه انگلیسی زبان و دانشمندان علوم اجتماعی برجسته بود. این کار عمدتاً با دانشگاهیان گروه سپتامبر مرتبط بود، برای همین در جلسات دو ساله در سپتامبر بحث‌هایی می‌کردند از توصیف‌های جرالد کوهن با عنوان "مارکسیسم غیر مزخرف"،  این گروه می‌گوید در کلمات" دیوید میلر در مورد سوالات که معمولاً توسط مه ایدئولوژیک پوشانده می‌شود توسط تفکر روشن و دقیق.، مشخص خواهد شد اعضای این مکتب به دنبال استفاده از فنون فلسفه تحلیلی، همراه با ابزارهای علوم اجتماعی مدرن مانند نظریه انتخاب عقلایی، در توضیح نظریه‌های کارل مارکس و جانشینان وی هستند.
توافق کلی وجود دارد که سه نماینده برجسته مارکسیسم تحلیلی، فیلسوف جرالد کوهن، دانشمند اجتماعی جان الستر و اقتصاددان جان رومر است. کتاب کوهن، نظریه تاریخ کارل مارکس: یک دفاع (۱۹۷۸)، به‌طور کلی به عنوان شروع رویکرد مارکسیستی تحلیلی در نظر گرفته می‌شود. کوهن در آن کتاب تلاش کرد تا از ابزارهای تجزیه و تحلیل منطقی و زبانی در توضیح و دفاع از برداشت ماتریالیستی مارکس از ماده‌باوری تاریخ استفاده کند. از دیگر مارکسیست‌های تحلیلی برجسته می‌توان به جامعه‌شناس اریک الین رایت و دانشمند علوم سیاسی آدام پرژورسکی اشاره کرد.

## اصل و نسب
مارکسیسم تحلیلی با انتشار کتاب نظریه تاریخ کارل مارکس: یک دفاع (۱۹۷۸) اثر جرالد کوهن نشأت گرفته‌است.  کتاب کوهن از همان ابتدا به عنوان دفاعی از ماتریالیسم تاریخی در نظر گرفته شده بود. کوهن با تلاشی دقیق از طریق خواندن دقیق متون کارل مارکس، با هدف ارائه منسجم‌ترین گزارش، ماتریالیسم تاریخی را با زحمت بازسازی کرد. برای کارل مارکس ماتریالیسم اهمیت بسزایی دارد و کوهن جبرگرایی فناورانه، که در آن، روابط تولید و عملکرد نیروهای تولید را شرح می‌دهد که در این توضیح اقتصاد، نهادهای سیاسی و قانونی ("روبنا") وابسته به عملکرد روابط تولید توضیح داده می‌شود("پایه"). انتقال یک روش تولید به حالت دیگر ناشی از تمایل نیروهای تولیدی به توسعه است؛ که این نشان از این دارد که نارضایتی آن‌ها دلایلی دارد کوهن این گرایش را با اشاره به ویژگی منطقی گونه‌های انسانی ثابت می‌کند: در جایی که فرصتی برای اتخاذ یک فناوری تولیدی بیشتر و در نتیجه کاهش بار کار وجود داشته باشد، انسان تمایل به استفاده از آن خواهد داشت؛ بنابراین، تاریخ بشر را می‌توان مجموعه ای از مراحل منطقی دانست که قدرت تولیدی انسان را افزایش خواهند داد.

## نظریه
در همان زمان که کوهن در حال نگارش کتاب نظریه تاریخ کارل مارکس بود، اقتصاددان آمریکایی جان رومر از اقتصاد نئوکلاسیک برای دفاع از مفاهیم مارکسیستی استثمار و فاصله طبقاتی استفاده کرد، رومر در کتاب نظریه عمومی (۱۹۸۲) به بهره‌برداری و طبقه‌بندی اشاره می‌کرد، از انتخاب عقلایی و نظریه بازی‌ها استفاده کرد تا نشان دهد چگونه استثمار در بازار کار فاصله طبقاتی ایجاد می‌کند. در ادامه رومر ضرورت نظریه ارزش کار برای توضیح استثمار و طبقه را رد کرد. ارزش اصولاً به جای این که به‌طور انحصاری توسط نیروی کار تجسم یافته توضیح داده شود، از نظر هر طبقه از کالاهای ورودی مانند روغن، گندم و غیره قابل توضیح است. رومر به این نتیجه رسید که استثمار طبقه نه در حوزه تولید بلکه در مبادلات بازار ایجاد می‌کند، نکته قابل توجه، به عنوان یک مقوله کاملاً انکارناپذیر، بهره‌برداری همیشه به معنای یک اشتباه اخلاقی نیست.